# Филмске свеске
Филмске свеске су часопис за теорију и историју филма, изразито научног усмерења, чији је оснивач и главни уредник био Душан Стојановић, најзначајнији теоретичар филма у бившој СФРЈ. Први број је изашао у јануару 1968. године, а последњи овог циклуса, број  4, 1986. године. Часопис је покренут по други пут 1999. и излазио је до 2004. године. Последњи пројекат везан за дигитализацију свих ових издања остварен је 2017. године.

## О „Филмским свескама”
Прва два годишта овог часописа – двадесет бројева из 1968. и 1969. године верни су узору  – француском часопису Cahiers du Cinéma, на чији се концепт и идеју Душан Стојановић спочетка ослањао, доносећи критике филмова светске продукције, јасне, прегледне чланке о националним кинематографијама, интервјуе са разним редитељима и, знатно ређе, теоријска или филмолошка промишљања. Годинама затим, трагајући за најбољим профилом и форматом, часопис је трансформисан, да би 1974. године успоставио ритам од четири броја годишње. Сваки је број био подељен на тематске подсегменте који се протежу кроз више годишта, а ту су се налазили и преведени чланци феноменолога, визуалиста, семиолога и структуралиста итд.
До престанка излажења Филмских свезака долази са првим наговештајима предратне кризе, након осамнаест година излажења, дакле, 1986. године. Поједина тематска издања и посложени чланци у оквиру новопокренуте библиотеке Филмске свеске, током деведесетих година 20. века, спорадично су излазили. Напослетку је и овај пројекат био угашен.
Четири броја нове серије (1999‒2004), остварена су уз несебичну моралну и материјалну подршку филмског ствараоца и мислиоца, др Владе Петрића. Тада је главни уредник био Божидар Зечевић.
После тога су уследили различити покушаји дигитализације, постојећих бројева, који су коначно, по вођством Невене Даковић, успешно завршени 2017. године. Дигитализовано је комплетно издање овог часописа (1968—1986) и оно данас представља ризницу кључних есеја и извода из научних дела тада тек наговештених студија филма.
Од почетка су Филмске свеске биле веома високих критеријума, и на нивоу тематски сродних светских часописа, са снажним подстицајима за развој филмске науке у старој Југославији.
Приликом обнављања Филмских свезака, уредник Божидар Зечевић је рекао следеће:
„Садржај Филмских свезака (1968—1986) заиста је капитална културна тековина наше средине. Она рељефно и исцрпно описује главне линије развоја филмске мисли у свету, са посебном референцом на домаће филмско и теоријско стваралаштво, кога посматра у светском контексту, у интегралном оквиру страних извора…”